# Mária Pekli
Mária Pekli (Baja, 12 de junio de 1972) es una deportista húngara que compitió para Australia en judo.
Participó en los Juegos Olímpicos de Sídney 2000, obteniendo una medalla de bronce en la categoría de –57 kg. Ganó una medalla de plata en el Campeonato Europeo de Judo de 1996, y cinco medallas de oro en el Campeonato de Oceanía de Judo entre los años 2000 y 2008.

## Palmarés internacional
| Representando a Hungría   |                              |                   |           |
| Campeonato Europeo        |                              |                   |           |
| Año                       | Lugar                        | Medalla           | Categoría |
| 1996                      | La Haya (Países Bajos)       | Medalla de plata  | –56 kg    |
| Representando a Australia |                              |                   |           |
| Juegos Olímpicos          |                              |                   |           |
| Año                       | Lugar                        | Medalla           | Categoría |
| 2000                      | Sídney (Australia)           | Medalla de bronce | –57 kg    |
| Campeonato de Oceanía     |                              |                   |           |
| Año                       | Lugar                        | Medalla           | Categoría |
| 2000                      | Sídney (Australia)           | Medalla de oro    | –57 kg    |
| 2002                      | Wellington (Nueva Zelanda)   | Medalla de oro    | –57 kg    |
| 2003                      | Suva (Fiyi)                  | Medalla de oro    | –57 kg    |
| 2004                      | Numea (Francia)              | Medalla de oro    | –57 kg    |
| 2008                      | Christchurch (Nueva Zelanda) | Medalla de oro    | –57 kg    |